# Antonella Monetti
Antonella Monetti (Napoli, ...) è un'attrice teatrale, personaggio televisivo e cantante italiana.

## Biografia
Dopo aver studiato musica al conservatorio, si dedica al teatro e si diploma presso la Bottega teatrale diretta da Vittorio Gassman a Firenze negli anni ottanta.
Inizia a lavorare in teatro a Roma, nel Pulcinella di Manlio Santanelli. Dopo questa esperienza entra nel mondo televisivo, per i canali RAI, lavorando come conduttrice, attrice e autrice e per Videomusic come VJ.
Nell'estate 1992 partecipa alle 8 puntate di Avanspettacolo, varietà condotto du Rai 3 dalla coppia comica Franco e Ciccio e da Brigitta Boccoli: nella trasmissione si esibiva come "spogliarellista intelligente", ruolo in cui effettuava ironici spogliarelli, partendo vestita di volta in volta come una vigilessa, una cameriera, una segretaria, ecc. e spogliandosi mentre commentava ad alta voce le varie professioni o le notizie di cronaca di quel periodo (erano gli anni di Tangentopoli). Negli anni Blob, Schegge e gli altri programmi televisivi composti da repliche di spezzoni di programmi Rai hanno più volte riproposto queste esibizioni.
Dopo l'esperienza televisiva è tornata al teatro e dal 2001 ha realizzato diversi laboratori teatrali.
Nel 2000, con la regista Alessandra Cutolo ha fondato la compagnia teatrale "I liberanti" presso la casa circondariale di Lauro, composta da detenuti ed ex detenuti, che mette in scena spettacoli teatrali sia nelle carceri che nei teatri cittadini (quando i permessi premio ai carcerati lo permettono).
Nel 2014 si esibisce, con il nome di Dolores Melodia, in canzoni del repertorio napoletano, accompagnata dal Mario Romano Quartieri Jazz.

## Filmografia parziale

### Attrice

#### Cinema
- La posta in gioco (1988)
- La bugiarda (film TV, 1989)
- Olocausto privato (film TV, 1991)
- Isotta (1996)
- S.k.ro caffè (cortometraggio, 1996)
- Lacci, regia di Daniele Luchetti (2020)

#### Televisione
- Va' pensiero (Rai Tre)
- Mi manda Lubrano (interpreta degli sketch all'interno della trasmissione)
- Avanspettacolo (Rai Tre, 1992)
- Hanna & Barbera Bazar (Rai Uno, 1992, come autrice)
- Magazine 3, il meglio di Rai 3 (Rai Tre, 1992/93)
- In cantina (Rai Due, 1996)
- Numero Uno (Rai Tre)
- Un posto al sole (Rai Tre, 2005)
- Mina Settembre (2025)

### Doppiatrice
- La visione del Sabba, doppia Béatrice Dalle (1988)
- Una madre (1987)

## Teatro (parziale)
- Buon compleanno Samuel Beckett, regia di Giancarlo Sepe
- Il gatto con gli stivali, regia di Giancarlo Zanetti
- Pulcinella di Manlio Santanelli, regia di Maurizio Scaparro con Massimo Ranieri (prima edizione e tournée americana)
- Elogio della paura di Manlio Santanelli
- Il suono giallo, a cura del gruppo "zolle di tempo"
- Sex 'a porter, regia di Piero Castellacci con Lucio Caizzi
- Droga: parole sui fatti, regia di C. Fayad, monologhi con T. Visonà
- Opinioni personali, monologo
- Il combattimento di Tancredi e Clorinda, lettura dei versi di Torquato Tasso accompagnati dalle musiche di Claudio Monteverdi eseguite dall'orchestra dell'opera di Tirana
- Ondas do Mar22, di Stefano Albarello
- Calderòn: il padre, il figlio, la torre, il palazzo, ispirato a La vita è sogno di Calderón de la Barca, regia di Alessandra Cutolo (2004)
- Giovanna nei macelli, rielaborazione di Santa Giovanna dei Macelli di Bertolt Brecht (regia, 2005)
- Le tre verità di Cesira, di Manlio Santanelli, regia di Michele Del Grosso (2006)
- Nuvole, tratto da Le nuvole di Aristofane (regia, 2007)
- Poetic Juke box, regia di Lucio Salzano (2007)